# Cantonul Saint-Georges-en-Couzan
Cantonul Saint-Georges-en-Couzan este un canton din arondismentul Montbrison, departamentul Loire, regiunea Rhône-Alpes, Franța.

## Comune
| Comune                   | Populație (1999) | Cod poștal | Cod INSEE |
| ------------------------ | ---------------- | ---------- | --------- |
| Chalmazel                | 453              | 42920      | 42039     |
| Châtelneuf               | 319              | 42940      | 42054     |
| Jeansagnière             | 88               | 42920      | 42114     |
| Palogneux                | 51               | 42990      | 42164     |
| Sail-sous-Couzan         | 969              | 42890      | 42195     |
| Saint-Bonnet-le-Courreau | 735              | 42940      | 42205     |
| Saint-Georges-en-Couzan  | 424              | 42990      | 42227     |
| Saint-Just-en-Bas        | 311              | 42990      | 42247     |
| Sauvain                  | 410              | 42990      | 42298     |